# Vestingwerken van Willemstad

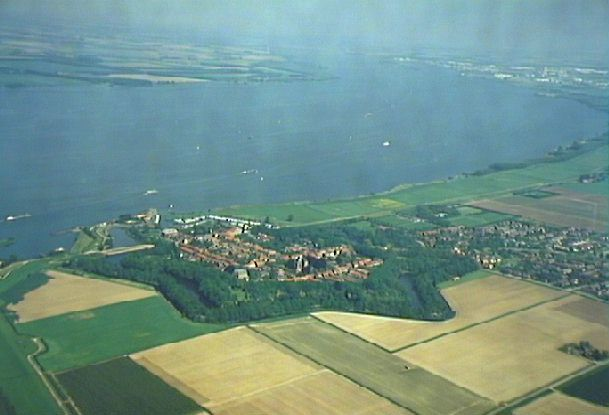
Luchtfoto van Willemstad met de vestingwerken

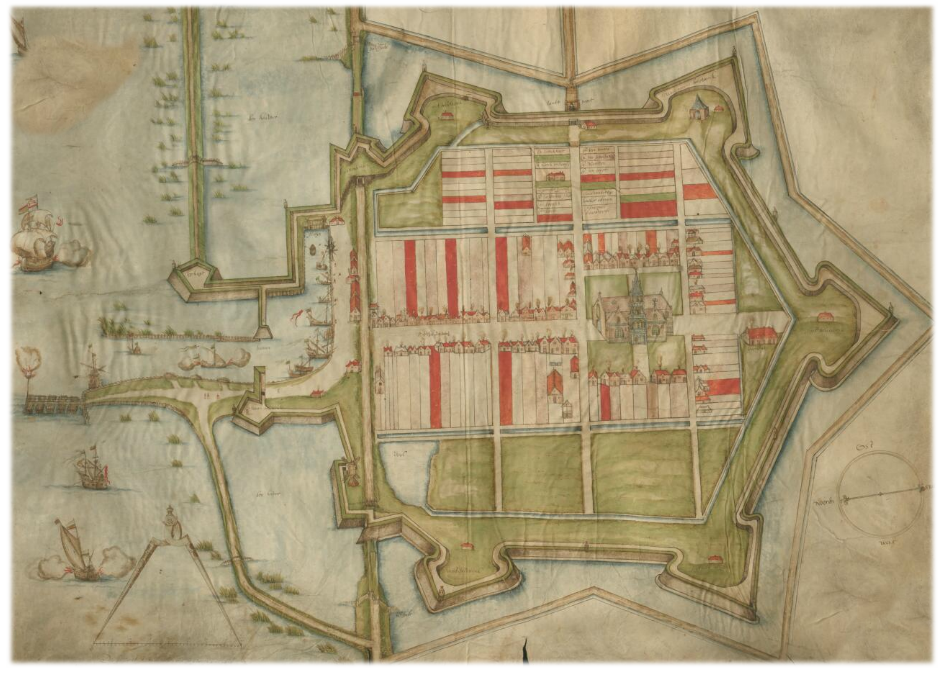
Willemstad door Symon Damass van Dueren, 1586

De Vestingwerken van Willemstad omvat de omwalling en overige versterkingen van Willemstad. De vestingwerken maken deel uit van de Stelling van het Hollandsch Diep en het Volkerak.

## Geschiedenis
De geschiedenis van de vestingwerken vangt aan met de veroveringstocht van Parma, die vanuit het zuiden oprukte en in 1583 ook het nabijgelegen Steenbergen in handen wist te krijgen. Om deze opmars te stuiten gaf Willem van Oranje in hetzelfde jaar nog opdracht aan Abraham Andrieszn om plannen tot versterking van het dorp Ruigenhil, tot bewaernisse vande Brabantsche ende Hollandsche stroom, waarmee bedoeld werd dat de scheepvaartroutes via het Hollandsch Diep aldus konden worden beschermd. De versterking bestond uit een regelmatige zeshoek van grachten en wallen om het reeds bestaande dorp. Er kwamen vijf bastions. Op de plaats van het zesde lag de haveningang. Deze werd met afwijkende verdedigingswerken beschermd, het zogenaamde scheel kwartier. Aldus geschiedde dat het dorp van de Ruigenhille, die nu genaempt wort Wilmstadt, soude worde ghefortificeert volgens de patronen bij Abraham Andriesz ingeniair daer aff gemaeckt. In 1586 werd de vesting reeds in kaart gebracht door landmeter Symon Damass van Dueren. De invloed van Adriaen Anthonisz, waaraan de vestingwerken vaak worden toegeschreven, vangt pas in 1587 aan. Hij herstelde echter de reeds bestaande vesting en voegde er slechts kleine wijzigingen aan toe.
In 1598 werd de vesting aan de havenzijde versterkt naar plannen van Johan van Rijswijck. Deze voorzagen in de bouw van twee buitendijkse bastions. Aldus ontstonden er zeven bolwerken. Omstreeks 1700 werden deze vernoemd naar de Zeven Provinciën. Toen in 1621 het Twaalfjarig Bestand was afgelopen en de oorlog werd hervat, werd ook de vesting weer opgewaardeerd. Deze werken duurden tot 1627.  
De soldaten werden gehuisvest in een logement en bij de burgers. Deze hadden soldatenhuisjes in hun tuinen staan en kregen voor de inkwartiering betaald. Pas in 1748 werd een kazerne gebouwd, waarin 800 manschappen konden worden gehuisvest.
De twee stadspoorten, Landpoort en Waterpoort geheten, gaven toegang tot het stadje. Ze werden gesloopt in 1918 respectievelijk 1872. Ook kwamen er kruitmagazijnen.
Vanaf 1747 werden in de omgeving van Willemstad een aantal forten gebouwd, Fort Sabina, Fort de Hel en Fort Bovensluis waardoor een stelling ontstond. Met Fort Prins Frederik aan de overzijde van de Volkerak werd deze vaarweg afgesloten voor vijandelijke schepen. In 1874 werd de Vestingwet aangenomen en vele forten werden opgeheven, maar Willemstad kreeg juist een belangrijke rol als centrale vesting van de Stelling van het Hollandsch Diep en het Volkerak. Op het einde van de Eerste Wereldoorlog werd Willemstad de opnamevesting voor de uit Noord-Brabant terugkerende militairen. De vestingen waren echter militair verouderd en in 1922 werd het garnizoen van Willemstad opgeheven. In 1926 werd ook de vesting Willemstad opgeheven, doch de bevolking wenste de vestingwerken te behouden. In 1935 werden ze voor 30 jaar in erfpacht aan de Stichting Menno van Coehoorn gegeven, waarna ze aan de gemeente zouden komen. Van 1943-1944 echter, werd de vesting nog door de Duitsers gebruikt. Ze bouwden bunkers en munitie-opslagplaatsen op de bastions "Holland" en "Gelderland".
Na de bevrijding werd de vesting weer tot historisch monument.

## Externe bron
- Website van de Zuiderwaterlinie.